# Cammarata
Cammarata ist eine Stadt im Freien Gemeindekonsortium Agrigent in der Region Sizilien in Italien.

## Lage und Daten
Cammarata liegt 52 km nördlich von Agrigent. Hier wohnen 5837 Einwohner (Stand 31. Dezember 2023), die hauptsächlich in der Industrie (Möbel- und Metallverarbeitung) und der Landwirtschaft arbeiten.
Die Nachbargemeinden sind Acquaviva Platani (CL), Casteltermini, Castronovo di Sicilia (PA), Mussomeli (CL), San Giovanni Gemini, Santo Stefano Quisquina, Vallelunga Pratameno (CL) und Villalba (CL).

## Geschichte
Der Ort ist arabischen Ursprungs.

## Sehenswürdigkeiten
Die Kirche San Nicola di Bari, erbaut im 12. Jahrhundert, wurde im 17. Jahrhundert renoviert. Sie ist San Nicola di Bari geweiht. Im Inneren befindet sich ein Gemälde der Madonna della Catena. Sehenswert ist die Kirche San Vito. Die Kirche Sant’ Annunziata stammt aus dem 14. Jahrhundert. Das alte Schloss ist nur als Ruine erhalten, es sind noch einige Mauern und zwei Türme vorhanden.
Südlich des Ortes liegt der Monte Cammarata (1578 m s.l.m.), der höchste Berg der Monti Sicani.